# Силинка (приток Амура)
Си́линка (в верховьях Левая Силинка) — река в Солнечном и Комсомольском районах Хабаровского края, левый приток Амура. Длина — 78 км, площадь водосборного бассейна — 975 км².

## География
Исток Силинки находится в горном хребте Мяо-Чан к западу от упразднённого посёлка Фестивальный в Солнечном районе. В верховьях течёт на север, у посёлка Горный поворачивает на восток, а у дачного массива посёлка Солнечный — на юго-восток и далее на юг. Впадает в Амур в черте города Комсомольск-на-Амуре на абсолютной высоте менее 19,7 м над уровнем моря. В городе через Силинку перекинуты 3 моста, в том числе железнодорожный (подробнее см. Мосты Комсомольска-на-Амуре). При впадении образует озеро Большое Силинское. Ширина реки в нижнем течении составляет 30 м при глубине 0,8 м.

## Основные притоки
Указаны притоки длиной 20 км и более
| Название | Расстояние от устья | Длина | Положение |
| -------- | ------------------- | ----- | --------- |
| Цуркуль  | 20                  | 57    | правый    |
| Соороль  | 23                  | 21    | правый    |
| Холдоми  | 44                  | 20    | правый    |

## Данные водного реестра
По данным государственного водного реестра России и геоинформационной системы водохозяйственного районирования территории РФ, подготовленной Федеральным агентством водных ресурсов:
- Бассейновый округ — Амурский
- Речной бассейн — Амур
- Речной подбассейн — Амур от впадения Уссури до устья
- Водохозяйственный участок — Амур от города Комсомольск-на-Амуре до устья без реки Амгунь